# Inkontynencja stresowa
Inkontynencja stresowa (ang. stress incontinence), wysiłkowe nietrzymanie moczu — rodzaj inkontynencji związany z osłabieniem mięśni miednicy, czyli zewnętrznego systemu zamknięcia. Inkontynencja ta pojawia się podczas szybkiego wzrostu ciśnienia w jamie brzusznej, które powoduje u chorego niekontrolowane oddanie moczu. U chorych dochodzi do tego podczas zwiększonego napięcia mięśni brzucha przy takich czynnościach jak śmiech, kichanie, kaszel, ale także przy podnoszeniu ciężkich przedmiotów. Dotknięte są tym najczęściej kobiety po wielokrotnych porodach, osoby cierpiące na nadwagę, ale także osoby starsze, ze względu na starcze osłabienie mięśni.
UWAGA: - inkontynencja stresowa nie wiąże się z ogólnie pojętym stresem, czy stresującymi sytuacjami. Prawidłowe polskie określenie brzmi wysiłkowe nietrzymanie moczu, gdyż w tym przypadku angielskie słowo "stress" odnosi się do polskiego słowa "naciskać".

Przeczytaj ostrzeżenie dotyczące informacji medycznych i pokrewnych zamieszczonych w Wikipedii.